# 奥因西奥
奥因西奥，是西班牙加利西亚自治区卢戈省的一个市镇。 总面积146平方公里，总人口2427人（2001年），人口密度17人/平方公里。